# Christine Caron
Christine Caron, detta Kiki (Parigi, 10 luglio 1948), è un'ex nuotatrice e attrice francese, specializzata nel dorso.
Appare nel  film Le Lis de mer (1969),  coproduzione italo-francese, film uscito in Italia col titolo Violentata sulla sabbia nel 1971.

## Palmarès
- Giochi olimpici

Tokyo 1964: argento nei 100 metri dorso.
- Europei

Utrecht 1966: oro nei 100 metri dorso.